# Anahí Allué
Anahí Allué es una actriz y docente argentina radicada en México. La mayor parte de su carrera la ha trabajado en el teatro tanto en su natal Buenos Aires en Argentina y en México. Ha trabajado en teatro, cine, unitarios y musicales.

## Carrera
Anahí Allué comenzó su carrera en su natal Argentina. Algunas de las obras más reconocidas que hizo en Argentina son "El diluvio que viene", "Cats (1993)" y "Tangos de una noche de verano". En Argentina, también participó en otras obras como "Botton Tap", "Gotan" y "Chicago".
Al llegar a México, en 2001, fue contratada para realizar la obra "Chicago", pero esta vez en la versión mexicana. Anteriormente Allué trabaja en Chicago pero en su natal. Luego de Chicago, hizo audición para una obra infantil. Y más tarde participa en la obra "Todos tenemos problemas sexuales" por el cual ganó un premio de la ATP en 2004 como Mejor actriz de Comedia. Entre los musicales que ha hecho son "El violinista en el tejado" y "Mamma Mia!" (este último al lado de la Señora Rocío Banquells
Otras obras de teatro en las que ha participado son "Confesiones de mujeres de 30", "Chicas católicas", "Orgasmos la comedia" y "Toc Toc". También participó en "Wicked". Otros premios que ha obtenido son por Actriz Revelación y Mejor actriz en Argentina y en el año 2008 recibió los premios a la Mejor actriz de comedia tanto de parte de la ATP como de la ACPT. 
También ha trabajado en programas unitarios como "Mamá y Papá se quieren casar", "Tardes de sol", "Gerente de familia", "Mi familia es un dibujo" y "Ricos y famosos". En 2012, participa en su primera telenovela "Cachito de cielo" donde interpretó a Pilar al lado de los actores Maite Perroni, Pedro Fernández, Cynthia Klitbo y Rafael Inclán. En el cine, actuó en "4,3,2 uno", en el año 2010 en el que interpretó a Stella. También dirigió la puesta en escena "Te quiero hasta la luna".

## Filmografía
Televisión
- Como dice el dicho
- Cásate conmigo, mi amor
- Cachito de cielo
- La rosa de Guadalupe
- Cita a ciegas
- Esta historia me suena
- El juego de las llaves[4]

Programas unitarios
- Trillizos
- Badia y Cia
- Especiales de ranni
- Los médicos de hoy
- Señoras sin señores
- Gerente de familia
- Mi familia es un dibujo
- Ricos y famosos
- Tardes de sol
- Susana Giménez
- Los exitosos Pells
- Mamá y Papá se quieren casar

Cine
- 4 3 2 Uno
- Tangos, tequilas y algunas mentiras[5]
- Hasta la madre del Día de las Madres[6]

Teatro & Musicales en Argentina
- El diluvio que viene
- Cats
- Tangos de una noche de verano
- Botton Tap
- Gotan
- Chicago

Teatro & Musicales en México
- Chicago
- José el soñador
- Todos tenemos problemas sexuales
- El violinista en el tejado
- Mamma Mia!
- Roxie Hart
- "Confesiones de mujeres de 30
- Chicas católicas
- Orgasmos de la comedia
- oc Toc
- Wicked
- Billy Elliot
- The Prom: México

Dirección
- Te quiero hasta la luna
- Eres Bueno, Charlie Brown
- Bule Bule
- Otros

- Cuentos de la selva
- Encarnación